# سن-والنتن
سن-والنتن (به فرانسوی: Saint-Valentin) یک کامین در فرانسه است که در Canton of Issoudun-Nord واقع شده‌است.

## خصوصیات
سن-والنتن ۲۴٫۹ کیلومترمربع مساحت و ۲۷۵ نفر جمعیت دارد و ۱۴۵ متر بالاتر از سطح دریا واقع شده‌است.